# Дудченко Володимир Володимирович
Володи́мир Володи́мирович Ду́дченко (1 березня 1984, м. Свердловськ, Луганська область — 22 вересня 2022, смт Ямпіль (Краматорський район), Донецька область) — український військовослужбовець, головний сержант Збройних Сил України, учасник російсько-української війни, який відзначився і загинув під час відбиття російського вторгнення в Україну. Герой України (2023, посмертно).

## Життєпис
Виріс у с. Тупичів Городнянського (нині — Чернігівського) району Чернігівської області, навчався у Тупичівському ліцеї. 
2006 року закінчив філологічний факультет Чернігівського педагогічного університету імені Т. Г. Шевченка. 2022-го вступив до Хмельницького інституту соціальних технологій для здобуття ступеня магістра зі спеціальності «Соціальна робота».
Проходив військову службу у 140-му окремому центрі Сил спеціальних операцій. Від 2014-го — учасник АТО/ООС.
Після початку повномасштабного російського вторгнення на фронті. 
Загинув 22 вересня 2022 року, виконуючи бойове завдання у складі групи спецпризначення. Під час виконання завдання українські військовослужбовці зіткнулися з переважаючими силами ворога, дістали поранень. Головний сержант Дудченко, попри поранення, надав першу медичну допомогу побратимам. Уночі переносив тяжкопораненого командира підрозділу до місця проведення евакуації. У темряві спрацювала міна, встановлена на затримку. Боєць миттєво оцінив ситуацію та прикрив своїм тілом пораненого командира, чим урятував йому життя. Загинув на місці від отриманих поранень.
Похований 26 вересня 2022 року на Алеї Слави в Хмельницькому.
Був одружений, виховував сина.
19 січня 2024 року під час церемонії у Маріїнському палаці Президент України Володимир Зеленський вручив 30 сертифікатів на отримання квартир військовослужбовцям Сил оборони, яким присвоєно звання Героя України, та родинам полеглих Героїв; один із сертифікатів було вручено рідним головного сержанта Володимира Дудченка.

## Нагороди
- звання Герой України з удостоєнням ордена «Золота Зірка» (8 липня 2023, посмертно) — за особисту мужність і героїзм, виявлені у захисті державного суверенітету та територіальної цілісності України, самовіддане служіння Українському народові[2].
- орден «За мужність» ІІІ ступеня (13 квітня 2022) — за особисту мужність і самовіддані дії, виявлені у захисті державного суверенітету та територіальної цілісності України, вірність військовій присязі[3]

Також нагороджений нагрудними знаками «За зразкову службу», «За взірцевість у військовій службі» II ступеня, відзнакою «Іду на Ви» IV ступеня, Почесною відзнакою міського голови «Воля та мужність».

## Вшанування
- Почесний громадянин Хмельницької міської територіальної громади (15.09.2023, посмертно).
- На честь Володимира Дудченка названо вулицю в м. Хмельницькому (2024).